# Cap d'any musulmà
El  cap d'any musulmà (en àrab رأس السنة, ras as-sana i رأس العام, ras al-ʿām) és el primer dia de l'any lunar dels musulmans; s'escau el primer dia del mes de muhàrram (primer mes del calendari islàmic). Encara que aquest dia no té gaire rerefons religiós, certs musulmans aprofiten la data per recordar la vida del profeta Mahoma i l'Hègira, la fugida d'aquest de la Meca a Medina, on els seus seguidors es van constituir oficialment en una comunitat de creients. Aquest moment va ser escollit simbòlicament per marcar l'inici del nou calendari. No hi establert a l'Alcorà cap celebració en especial.
En tot cas, segons algunes interpretacions, la celebració de l'Any Nou islàmic amb festes, intercanvis de regals, etc., es considera bida ("innovació no ortodoxa") o fins i tot haram (prohibit). Com que aquest calendari es basa en el cicle lunar, cada any resulta 11 o 12 dies més curt que el calendari solar; així, la data d'inici del mes de muhàrram varia cada any en relació al calendari gregorià.
En alguns països de l'àmbit d'influència persa, la denominació en àrab "ras al-Am" ha estat substituïda per la paraula nowruz, que designa l'antic cap d'any zoroastrià a l'equinocci de primavera .

## Correspondències amb el calendari gregorià
| - 1423 AH: 15 de març de 2002 - 1424 AH: 4 de març de 2003 - 1425 AH: 21 de febrer de 2004 - 1426 AH: 11 de febrer de 2005 - 1427 AH: 31 de gener de 2006 - 1428 AH: 20 de gener de 2007 - 1429 AH: 10 de gener de 2008 - 1430 AH: 29 de desembre de 2008 - 1431 AH: 18 de desembre de 2009 | - 1432 AH: 7 de desembre de 2010 - 1433 AH: 26 de novembre de 2011 - 1434 AH: 15 de novembre de 2012 - 1435 AH: 4 de novembre de 2013 - 1436 AH: 25 d'octubre de 2014 - 1437 AH: 14 d'octubre de 2015 - 1438 AH: 3 d'octubre de 2016 - 1439 AH: 22 de setembre de 2017 |